# Battaglia di Farsalo (1277)
La Battaglia di Farsalo fu combattuta alla fine del 1277 nella piana di Farsalo, in Tessaglia, tra un esercito bizantino invasore guidato dal megas stratopedarchēs Giovanni Sinadeno e dal megas konostaulos Michele Cabalario e le forze di Giovanni I Ducas, sovrano della Tessaglia. Si trattò della prima grande campagna bizantina contro la Tessaglia dopo il fallimento della precedente spedizione nella battaglia di Neopatria (datata variamente al 1273-1275). La battaglia si risolse in una vittoria schiacciante per Giovanni Ducas: Sinadeno fu catturato, mentre Cabalario morì poco dopo per le ferite riportate.